# Saint-Léger-de-Fougeret
Saint-Léger-de-Fougeret là một xã của tỉnh Nièvre, thuộc vùng Bourgogne-Franche-Comté, miền trung nước Pháp.